# We begin bombing in five minutes
Der Ausspruch We begin bombing in five minutes ist ein kontroverser Scherz des US-Präsidenten Ronald Reagan vom 11. August 1984.
Am 11. August 1984 bereitete sich der Präsident der Vereinigten Staaten, Ronald Reagan, für seine wöchentliche Samstagsansprache im öffentlich-rechtlichen Radio vor. Beim Tontest vor seiner Ansprache machte Reagan den folgenden Witz:

“My fellow Americans, I’m pleased to tell you today that I’ve signed legislation that will outlaw Russia forever. We begin bombing in five minutes.”

„Meine amerikanischen Mitbürger, ich bin erfreut, Ihnen heute mitteilen zu können, dass ich ein Gesetz unterzeichnet habe, welches Russland für immer für vogelfrei erklärt. Wir beginnen mit der Bombardierung in fünf Minuten.“

Der Witz war eine Parodie auf die Einleitung der Rede an diesem Tag:

“My fellow Americans, I’m pleased to tell you that today I signed legislation that will allow student religious groups to begin enjoying a right they’ve too long been denied – the freedom to meet in public high schools during nonschool hours, just as other student groups are allowed to do.”

„Meine amerikanischen Mitbürger, ich bin erfreut, Ihnen heute mitteilen zu können, dass ich ein Gesetz unterzeichnet habe, welches studentischen religiösen Gruppen erlauben wird, ein Recht zu genießen, welches ihnen zu lange verweigert wurde — die Freiheit, sich in öffentlichen High Schools außerhalb der Schulzeit zu treffen, ebenso wie andere Schülergruppen dazu berechtigt sind.“

Entgegen der populären Meinung wurde der Witz nicht öffentlich gesendet, sondern sickerte später an die Bevölkerung durch. Die japanische Zeitung Yomiuri Shimbun  berichtete im Oktober 1984, dass der Fernöstliche Militärbezirk der Streitkräfte der Sowjetunion in Alarmbereitschaft versetzt wurde, nachdem Gerüchte über die Äußerung bekannt wurden, und dass die Alarmbereitschaft nach 30 Minuten beendet wurde. Der Kongressabgeordnete Michael D. Barnes bestätigte diese Information mit dem damaligen Verteidigungsminister Caspar Weinberger. Es gab keine Berichte über eine Änderung der DEFCON-Stufe der USA.
Obwohl dies nicht der erste Witz Reagans vor einer Rede oder Ansprache war, verurteilte die offizielle sowjetische Nachrichtenagentur TASS den Witz deutlich. Sie gab an: „Die UdSSR verurteilt diesen beispiellosen und feindseligen Angriff des US-Präsidenten“ und „diese Art von Verhalten ist inkompatibel mit der großen Verantwortung, die die Anführer der nuklearen Staaten für die Schicksale ihres eigenen Volkes und der Menschheit tragen“. Die Tageszeitung Prawda, damals Organ der Kommunistischen Partei der Sowjetunion, kommentierte, Reagan habe „herausposaunt, was er ständig im Sinn hat“.